# Derk Dijkstra
Derk Doekes Dijkstra (Nieuwolda, 26 februari 1828 - Noordbroek, 30 juli 1906) was een Nederlandse burgemeester.

## Leven en werk
Dijkstra werd in 1828 in Nieuwolda geboren als zoon van de landgebruiker Doeke Derks Dijkstra en van Woltje Hindriks Eppens. De landbouwer Dijkstra werd in 1856 benoemd tot burgemeester van Noordbroek. Hij zou bijna veertig jaar burgemeester van deze gemeente zijn. Met ingang van 1 maart 1893 kreeg hij, op zijn verzoek, eervol ontslag verleend als burgemeester.
Dijkstra trouwde op 14 mei 1850 te Noordbroek met de landbouwersdochter Hinderika Jans Buurma. Zij bezaten de boerderij en bijbehorende gronden aan de Hoofdstraat 100 te Noordbroek. Hij overleed in juli 1906 op 78-jarige leeftijd in zijn woonplaats Noordbroek. Hij werd begraven bij de Kerk van Noordbroek.